# De Mars (Buren)
De Mars is een buurtschap in de Nederlandse provincie Gelderland, in de gemeente Buren, ongeveer 8 km ten zuiden van Veenendaal.
Het gebied De Mars lag oorspronkelijk ten noorden van de rivier de Rijn en viel toen onder Rhenen dat tot het Sticht Utrecht behoorde. In de late middeleeuwen verlegde de Rijn stroomafwaarts vanaf Opheusden zijn loop naar het noorden en kwam tussen Rhenen en De Mars te liggen. De vroegere Rijnloop heet sindsdien Oude Rijn. Langs de nieuwe Rijnloop werd een dijk aangelegd, de Marsdijk die in het oosten bij de Spees en in het westen bij Verhuizen aansloot op de Betuwse Rijnbandijk. Aan deze dijk stond een veerhuis ten behoeve van de veerverbinding tussen Lienden en Rhenen.
Vanaf de late middeleeuwen was De Mars een hoge heerlijkheid in gezamenlijk eigendom van het Sticht Utrecht en de hertog van Gelre. In het zuidoosten grensde deze aan de heerlijkheid Lede en Oudewaard daarvan gescheiden door de Leigraaf. Ten westen en zuidwesten grensde De Mars aan de heerlijkheid Lienden.
In De Mars staat een molen, De Marsch. In de veertiende eeuw lag in de Mars het kasteel Tollenburg.
Hoofdplaats: Maurik

Stad: Buren

Dorpen: Asch · Beusichem · Buurmalsen (deels) · Eck en Wiel · Erichem · Ingen · Kapel-Avezaath (deels) · Kerk-Avezaath (deels) · Lienden · Ommeren · Ravenswaaij · Rijswijk · Zoelen · Zoelmond

Buurtschappen: Aalst · Bontemorgen · De Bosjes · Essebroek · Ganzert · De Heuvel · Hoog Kana · Hoogmeien · Klinkenberg · Leutes · Luchtenburg · Lutterveld · De Mars · Meerten · Meertenwei · Ommerenveld · Twee Sluizen · Zandberg · Zevenmorgen · Zwarte Paard

Gelderland: Steden en dorpen in Gelderland      Nederland: Provincies · Gemeenten